# یاروسلاو خردمند
یاروسلاو خردمند (اوکراینی: Ярослав Мудрий؛ زاده ۰۹۷۸ درگذشته ۲۰ فوریهٔ ۱۰۵۴) یک نجیب‌زاده روس بود. وی شاهزاده ولیکی نووگورود و کی‌یف بود و این دو سرزمین را تحت فرمان خود متحد کرد.

## نگارخانه

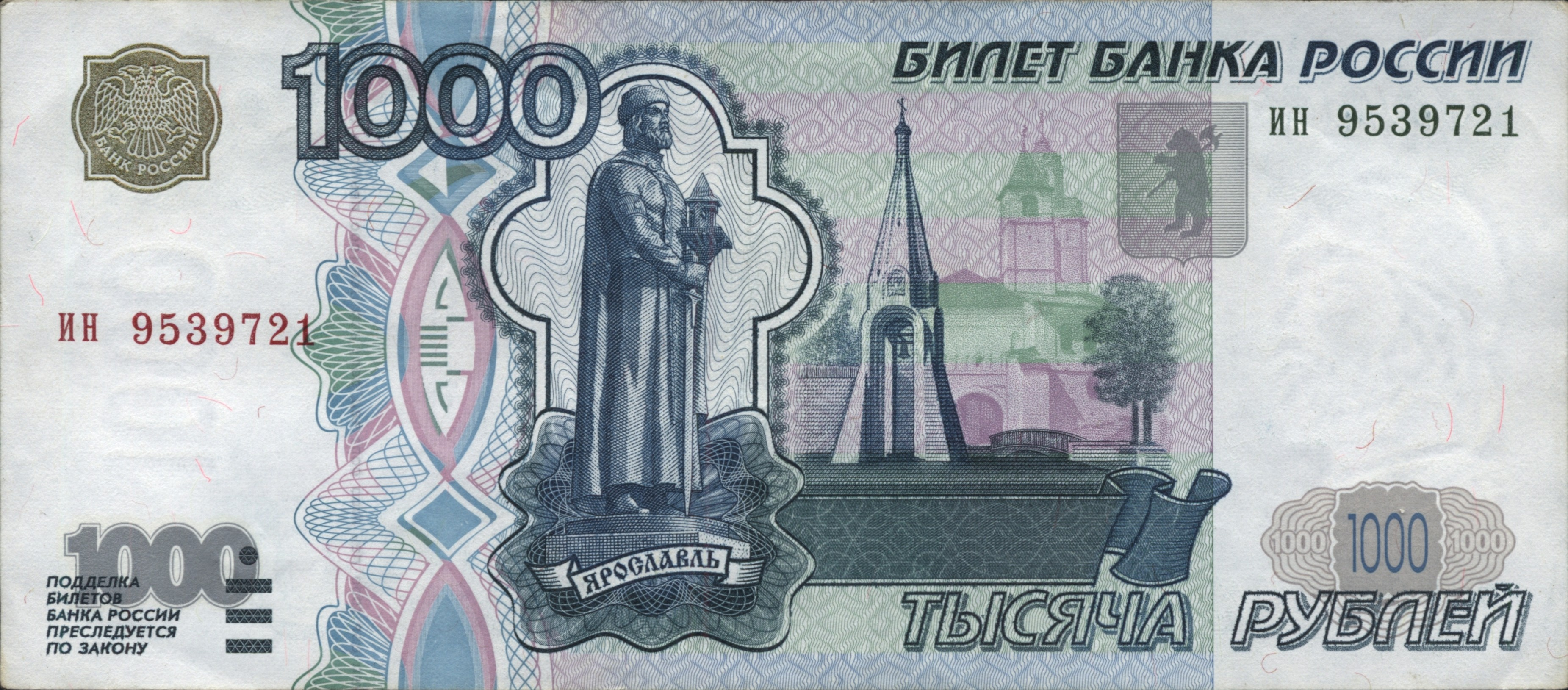
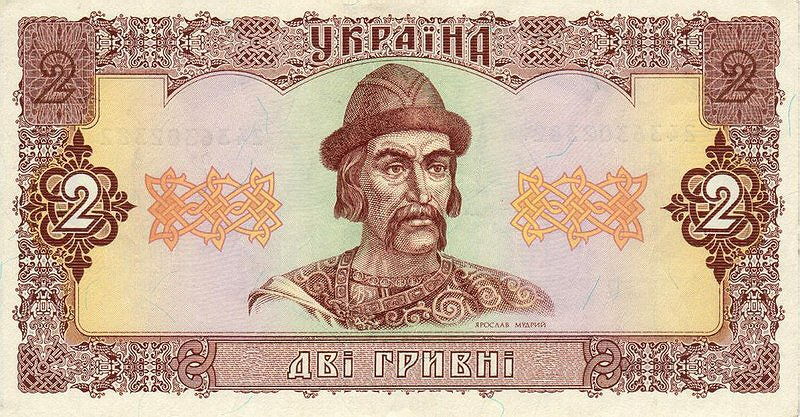
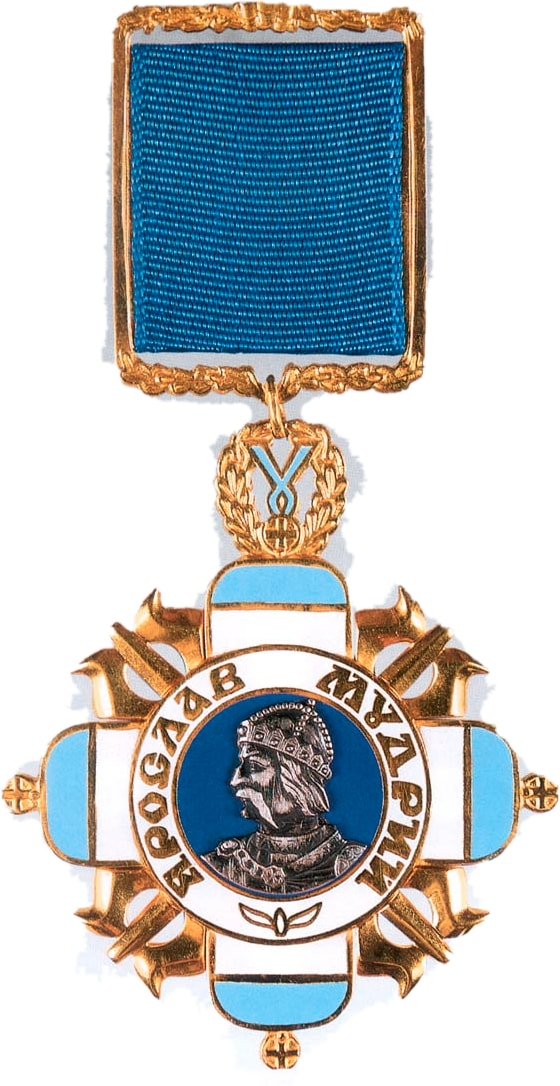